# 托爾巴特海達里耶

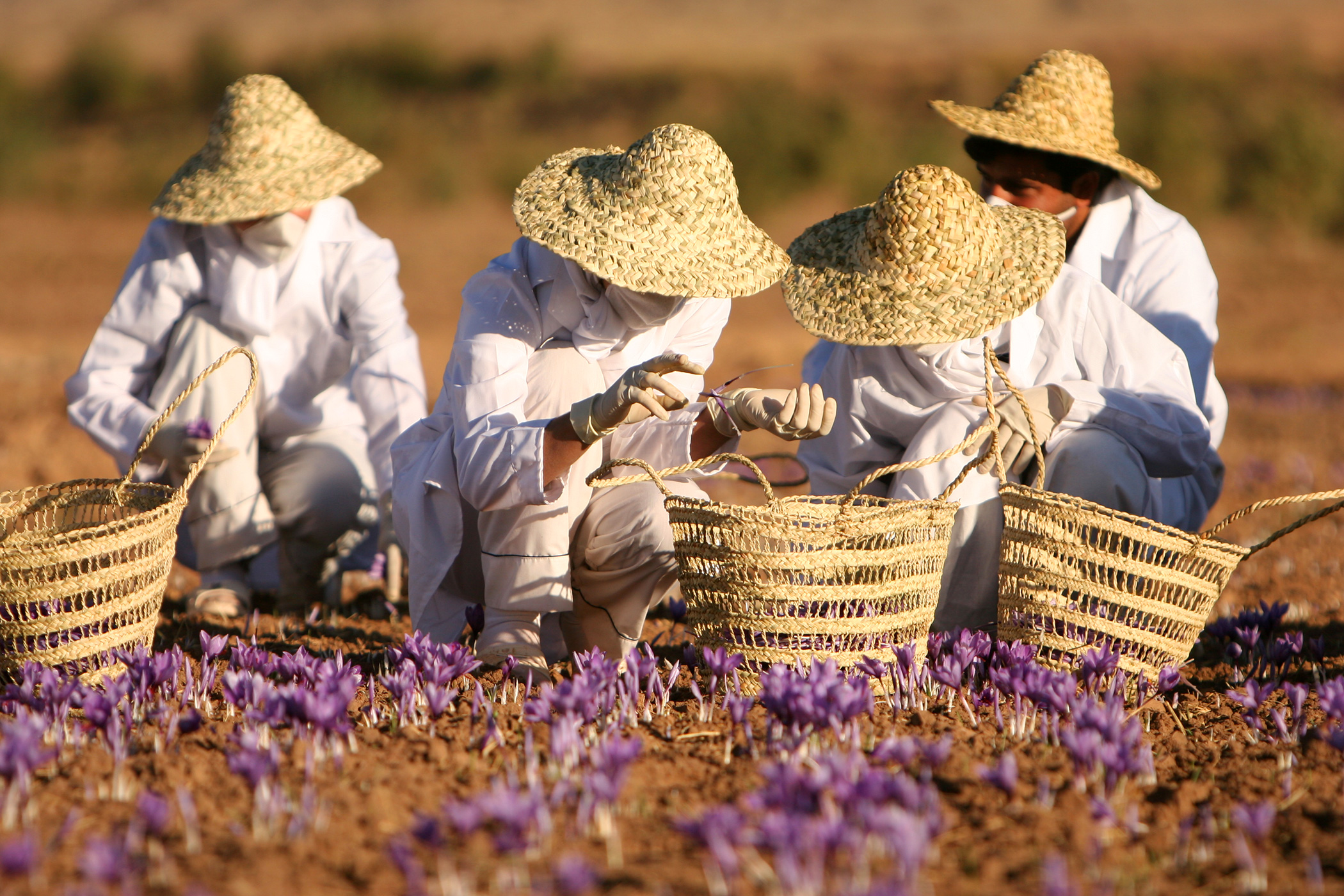
托爾巴特海達里耶的藏紅花田中，採摘人正在採藏紅花

托爾巴特海達里耶是伊朗的城市，位於該國東北部，由禮薩呼羅珊省負責管轄，距離首府馬什哈德140公里，面積53平方公里，海拔高度1,450米，2006年人口119,390。

## 外部連結
- Official Website of Torbat-e Heydarieh